# Banco de Pedro
El Banco de Pedro (en inglés: Pedro Bank) es un gran banco de arena y coral, parcialmente cubierto con algas marinas, a unos 80 km al suroeste de Jamaica, que emerge a partir de un lecho marino de 800 metros de profundidad. Está muy cerca de los Cayos de Pedro al oeste y al norte, con profundidades de 13 a 30 metros. La superficie total del banco dentro de los 100 metros es de 8 040 km². El área de una profundidad de 40 metros es triangular, de 70 km de largo de este a oeste, y 43 km de ancho. 2 400 km² son de menos de 20 m de profundidad. Con sus islotes, cayos y rocas, posee una superficie total de 270.000 m², está ubicada junto con los dos grupos de islas mar adentro de Jamaica (el otro es el Cayos Morant); Jamaica además tiene islas cercanas como los Cayos de Puerto Real.
El Banco de Pedro fue anexionado por el Reino Unido en 1863 y se añade a Jamaica en 1882.

## Cayos de Pedro
Los Cayos de Pedro (en inglés: Pedro Cays) son cuatro cayos pequeños, planos, de baja altitud (de 2 a 5 metros de altura) deshabitados que se encuentran en su mayoría a mitad de camino a lo largo del borde sur de la mitad oriental del Banco de Pedro. La escasa vegetación de su tierra se compone de seis especies de plantas, ninguna de las cuales son endémicas. Los cayos son regionalmente importantes para la anidación de aves marinas y por sus zonas de refugio de aves, también varias especies de tortugas en peligro de extinción como las tortugas carey se pueden encontrar ahí. En muchos de los islotes se puede conseguir el guano y cocoteros. Más importante aún, representan la principal zona de recolección, y de mayor exportación de Queen Conch (Concha Reina) de la región del Caribe. Fueron ocupadas por los británicos en 1863 y forman parte de Jamaica desde 1882. Estos cayos se consideran parte de la parroquia de Kingston, a todos los efectos, excepto en lo que concierne a los impuestos.

## Cayos y rocas
- Cayo Nordeste (Northeast Cay): con 75.000 m² también se le conoce como Top Cay (Cayo Tope) cuenta con un grupo de palmeras que crecen en su lado noroeste, Hay un faro aun en uso en el norte.
- Cayo Medio (Middle Cay): con 40.000 m² está cubierto de vegetación y arbustos bajos, hay una estación de la Guardia Costera de Jamaica y un campamento de pescadores con algunas cabañas y una gran nave que se encuentran en el sureste.
- Cayo Suroeste (Southwest Cay): con 152.000 m² también se le conoce Bird Cay (Cayo Ave) es el más grande de los Cayos de Pedro, es un santuario de aves protegidas.
- Cayo Sur (South Cay): con 2.000 m² también se le conoce como Sandy Cay (Cayo Sandy) consta de corales y conchas, Este es el punto más austral de la tierra de Jamaica.

En un sentido más amplio, algunas rocas sobre el agua se consideran parte de los Cayos de Pedro:
- Roca Portland (Portland Rock) a veces llamada Eastern Pedro Cay (Cayo Pedro Oriental)
- Roca Blower (Blower Rock)
- Roca Shannon (Shannon Rock)